# Mexikos Grand Prix 2018
Mexikos Grand Prix 2018, officiellt Formula 1 Gran Premio de México 2015, var ett Formel 1-lopp som kördes 28 oktober 2018 på Autódromo Hermanos Rodríguez i Mexico City i Mexiko. Loppet var det nittonde av sammanlagt tjugoen deltävlingar ingående i Formel 1-säsongen 2018 och kördes över 71 varv.
Lewis Hamilton tog sig i mål som 4:a, vilket räckte för att säkra VM-titeln.

## Kval
| Pos.                    | Nr | Förare            | Konstruktör               | Kvaltider | Kvaltider | Kvaltider | Start- grid |
| Pos.                    | Nr | Förare            | Konstruktör               | Q1        | Q2        | Q3        | Start- grid |
| ----------------------- | -- | ----------------- | ------------------------- | --------- | --------- | --------- | ----------- |
| 1                       | 3  | Daniel Ricciardo  | Red Bull Racing-TAG Heuer | 1.15,866  | 1.15,845  | 1.14.759  | 1           |
| 2                       | 33 | Max Verstappen    | Red Bull Racing-TAG Heuer | 1.15,756  | 1.15,640  | 1.14,785  | 2           |
| 3                       | 44 | Lewis Hamilton    | Mercedes                  | 1.15,673  | 1.15,644  | 1.14,894  | 3           |
| 4                       | 5  | Sebastian Vettel  | Ferrari                   | 1.16,089  | 1.15,715  | 1.14,970  | 4           |
| 5                       | 77 | Valtteri Bottas   | Mercedes                  | 1.15,580  | 1.15,923  | 1.15,160  | 5           |
| 6                       | 7  | Kimi Räikkönen    | Ferrari                   | 1.16,446  | 1.15,996  | 1.15,330  | 6           |
| 7                       | 27 | Nico Hülkenberg   | Renault                   | 1.16,498  | 1.16,126  | 1.15,827  | 7           |
| 8                       | 55 | Carlos Sainz Jr.  | Renault                   | 1.16,813  | 1.16,188  | 1.16,084  | 8           |
| 9                       | 16 | Charles Leclerc   | Sauber-Ferrari            | 1.16,862  | 1.16,320  | 1.16,189  | 9           |
| 10                      | 9  | Marcus Ericsson   | Sauber-Ferrari            | 1.16,701  | 1.16,633  | 1.16,513  | 10          |
| 11                      | 31 | Esteban Ocon      | Force India-Mercedes      | 1.16,252  | 1.16,844  |           | 11          |
| 12                      | 14 | Fernando Alonso   | McLaren-Renault           | 1.16,857  | 1.16,871  |           | 12          |
| 13                      | 11 | Sergio Pérez      | Force India-Mercedes      | 1.16,242  | 1.17,167  |           | 13          |
| 14                      | 28 | Brendon Hartley   | Scuderia Toro Rosso-Honda | 1.16,682  | 1.17,184  |           | 14          |
| 15                      | 10 | Pierre Gasly      | Scuderia Toro Rosso-Honda | 1.16,828  | Ingen tid |           | 20          |
| 16                      | 8  | Romain Grosjean   | Haas-Ferrari              | 1.16,911  |           |           | 18          |
| 17                      | 2  | Stoffel Vandoorne | McLaren-Renault           | 1.16,966  |           |           | 15          |
| 18                      | 20 | Kevin Magnussen   | Haas-Ferrari              | 1.17,599  |           |           | 16          |
| 19                      | 18 | Lance Stroll      | Williams-Mercedes         | 1.17,689  |           |           | 17          |
| 20                      | 35 | Sergey Sirotkin   | Williams-Mercedes         | 1.17,886  |           |           | 19          |
| 107 %-gränsen: 1.20,870 |    |                   |                           |           |           |           |             |
| Källor:                 |    |                   |                           |           |           |           |             |